# Pleocnemia pleiotricha
Pleocnemia pleiotricha är en ormbunkeart som beskrevs av Holtt. Pleocnemia pleiotricha ingår i släktet Pleocnemia och familjen Tectariaceae. Inga underarter finns listade.